# Crassula cymosa
Crassula cymosa (лат.) — вид суккулентных растений рода Толстянка (Crassula) семейства Толстянковые (Crassulaceae), естественно произрастающий на территории Капской провинции Южно-Африканской Республики.

## Название
Родовое латинское название Crassula происходит от латинского слова crassus, — «толстый», в основном из-за присутствия у растений этого рода сочных листьев.
Видовой латинский эпитет cymosa происходит от лат. cymosus — «с множеством побегов».

## Ботаническое описание
Многолетние кустарники достигают высоты до 25 см, преимущественно разветвлены от основания. Ветви полегающие или извилистые, часто слегка деревянистые, с сохранением старых листьев, которые не опадают. Листья имеют форму от линейной до линейно-ланцетной или узкоэллиптической, размерами (10-)15-25(-35) х 2-3 мм. Они тупо острые или округлые, дорзивентрально уплощенные или слегка выпуклые с обеих сторон. Краевые реснички вздуты и часто отогнуты, листья могут быть сероватыми, от зеленого до желтовато-зеленого или коричневого, иногда красного цвета.

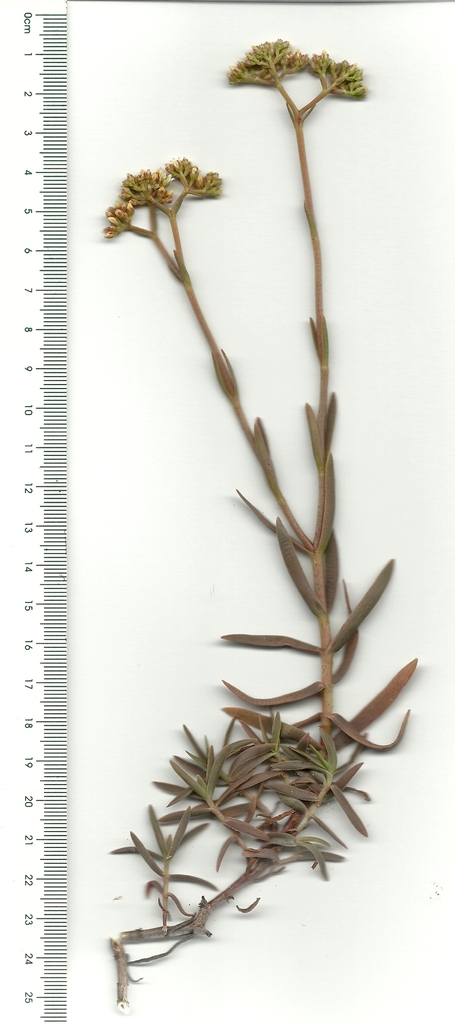
Гербарный образец

Соцветие представляет собой тирс с плоской до округлой вершиной, содержащий небольшое количество или множество дихазиев. Каждый дихазий обычно снабжен многочисленными цветками и имеет цветонос длиной (0,07-)0,1-0,25 м. Чашечка состоит из продолговато-треугольных долей, длиной 3-3,5 мм, тупо острых или округлых, голых, мясистых, желтовато-зеленых. Венчик трубчатый, сросшийся у основания на 0,8-1 мм, окрашен в желтый или кремовый цвет, реже в белый. Доли венчика обратноланцетные, длиной 3,5-4,5 мм, обычно тупо острые, каждая с неясным дорсальным придатком, загнуты назад или назад. Тычинки с желтыми пыльниками. Чешуйки продолговатые, размерами 0,8-1 х 0,5-0,6 мм, на вершине усеченные или слегка закругленные, внизу едва перетянутые, мясистые, окрашены в желтый цвет. Период цветения: (октябрь) ноябрь, декабрь.

## Распространение и экология
Встречается в основном на юго-западе Капской провинции, с единичными находками возле залива Хондеклип. Часто обитает между Ванринсдорпом и Капским полуостровом, а также на восток до гор вблизи МакГрегора. Её ареал охватывает от Южного Намакваленда до гор Рифирсондеренда.
Этот вид растет преимущественно на песчаных или гравийных склонах, а также в понижениях. Окружающая местность характеризуется песчано-галечными склонами.

## Таксономия
Crassula cymosa P.J.Bergius, первое упоминание в Descr. Pl. Cap.: 84 (1767).

### Синонимы
Гомотипные (основанные на одном и том же номенклатурном типе):
- Rochea cymosa (P.J.Bergius) DC. (1828)
- Sedum cymosum (P.J.Bergius) Kuntze (1898)

Гетеротипные (основанные на разных номенклатурных типах):
- Crassula arenicola Toelken (1972)
- Crassula subulata Eckl. & Zeyh. (1837)
- Kalosanthes cymosa Haw. (1821)
- Larochea cymosa Haw. (1812)
- Sphaeritis muricata Eckl. & Zeyh. (1837)
- Sphaeritis stenophylla Eckl. & Zeyh. (1837)
- Sphaeritis typica Eckl. & Zeyh. (1837)